# Crawleyside
Crawleyside – wieś w Anglii, w hrabstwie Durham. Leży 29 km na zachód od miasta Durham i 383 km na północ od Londynu.